# ブロサー
『ブロサー』は、2012年4月4日から同年9月26日までテレビ朝日の『ネオバラ2』枠で放送されていたバラエティ番組。放送時間は毎週水曜 1:51 - 2:21 （毎週火曜深夜、日本標準時）。

## 概要
ドランクドラゴンの塚地武雅と鈴木拓が架空のリサーチ会社「ブログサーチ社」の調査員「ツカ子」と「スズ子」に扮し、人気女性ブロガーの自宅を訪れては彼女たちの日常生活などを調査していた。2人は毎回女装をしてロケに参加していた。
この番組は、アメーバブログとのタイアップで制作された。

## 出演者

### 調査員
- 塚地武雅（ドランクドラゴン）
- 鈴木拓（ドランクドラゴン）
- 春香クリスティーン
- 福田萌

### 秘書
- 安座間美優

## スタッフ
- ナレーター：和優希
- 構成：岩本哲也
- 撮影：沼田善・中島大樹（J-crew）
- VE：日高朋弘・大井剛（J-crew）
- 編集：村田清和（The TUBE）
- MA：谷沢宗明（The TUBE）
- 音効：高島慎太郎
- CG：大森清一郎
- 美術：村上輝彦（テレビ朝日クリエイト）
- 美術進行：白根真里（テレビ朝日クリエイト）
- 衣装：生井江巳子（松竹衣装）
- メイク：MARVEE
- 車両：関谷匡範
- 協力：サイバーエージェント
- 編成：森大貴（テレビ朝日）
- 宣伝：谷俊之（テレビ朝日）
- 営業：北澤亜紀・杉田芳正（テレビ朝日）
- コンテンツビジネス：上野洋輔（テレビ朝日）、川尻幸一
- ディレクター：肥後智一（MMJ）
- 演出：渡辺資
- アシスタントプロデューサー：橋むつ美（MMJ）
- プロデューサー：寺田伸也（テレビ朝日）、山口一美・坂井良美（MMJ）
- 制作協力：MMJ
- 製作著作：テレビ朝日